# Høg (adelsslægt)
 For alternative betydninger, se Høg. (Se også artikler, som begynder med Høg)
Høg eller Høeg er en dansk uradelig slægt, der er uddød i Danmark, men som stadig lever i Tyskland.
Den jyske uradelslægt Høg førte i sit våben et halvt vildsvin ligesom familien Bugge, med hvilken den utvivlsomt er beslægtet. Slægtens ældste kendte led er brødrene, ridderen Lage Rød (nævnt 1350 og 1354) og rigsråd Bo Høg (1367 og 1377) til Ørum. Han var fader til Christen Høg — hvis søn Bo Høg til Tanderup og Astrup døde mellem 1478 og 1484, formentlig som slægtens sidste mand — og ridderen Per Høg (nævnt 1394 og 1408) til Tanderup. Denne var fader til Sophie Høg, der 1406 var gift med rigsråd Niels Eriksen Banner (nævnt 1406 og 1435), og hvis efterkommere optog navnet Høg, medens de vedblev at føre familien Banners våben. Niels Eriksen Banner var fader til ridderen Peder Høg (nævnt 1466 og 1472) til Eskær — hvis søn var rigsråd Niels Høg (død 1524) til Eskær — og til ridderen Eskild Nielsen (død 1493 eller 1494), hvis søn Jacob Høg (nævnt 1524 og 1528) til Lergrav, Eskær og Vang var fader til Just Høg (død 1557) til Vang og Lergrav. Denne var fader til Jacob Høg (død 1610) til Trudsholm — hvis sønnesøns søn Iver Høg (1652-1683) blev optaget i friherrestanden — og til Stygge Høg (død ca. 1630) til Vang, Kærgårdsholm og Stensgård, der var fader til ridderen Jens Høg (1591-1648) til Vang, rigsråd Mogens Høg (1593-1661) til Kærgårdsholm og rigskansler Just (Styggesen) Høg (1584-1646) til Gjorslev, hvis sønner var landsdommer Stygge Høg (nævnt 1653 og 1682, død før 1685) til Gjorslev og vicestatholder Just (Justesen) Høg (1640-1694) til Gjorslev og Fultofte. Slægten lever nu i Tyskland.